# William Wyndham Grenville, 1:e baron Grenville
William Wyndham Grenville, 1:e baron Grenville, född 25 oktober 1759, död 12 januari 1834, var en brittisk statsman och premiärminister.
Grenville var son till George Grenville och yngre bror till George Nugent-Temple-Grenville, 1:e markis av Buckingham. Han valdes 1782 till ledamot av underhuset. Vid störtandet av Shelburnes ministär utnämndes han i december 1783 till skattmästare för trupperna. År 1789 valdes han till talman i underhuset, men upphöjdes samma år till baron och utnämndes till inrikesminister. 
År 1791 blev han istället utrikesminister, eftersom Pitt ansåg honom bäst lämpad att utföra hans politik med hänsyn till Frankrike. Han tog avsked från Pitt 1801, eftersom kungen ansåg med sin kröningsed oförenligt att bevilja några eftergifter åt katolikerna. Vid Pitts återtagande av statsrodret 1804 avböjde Grenville att inträda i hans nya ministär, eftersom Pitt inte hade gett någon plats åt Charles James Fox.
Vid Pitts död 1806, trädde Grenville i spetsen för den då bildade koalitionsministären ("the ministry of all the talents"), som man har att tacka för förbudet mot slavhandeln. Då kungen efter Fox död begärde en försäkran av Grenville att han inte skulle företa några åtgärder till lättande av katolikernas ställning, fann Grenville och hans kolleger det nödvändigt att ta avsked (1807). Han begränsade sedan sitt deltagande i det offentliga livet till överhuset och fortsatte att vara en av de verksammaste befordrarna av katolikernas emancipation.